# Kill button
Een Kill button is een ontstekingsonderbreker die bij Amerikaanse heuvelklim wedstrijden wordt gebruikt. 
De kill button is de enige manier om de motor te vertragen, want een gashendel ontbreekt.